# ベルムテメンゴール国立公園
ベルムテメンゴール (Belum-Temengor)はマレー半島最大の一続きの森である。 正確にはマレーシアペラ州の中、タイの南に位置しており、ベルムとテメンゴールの二つの部分に分けることができる。ベルムは北のマレーシアとタイの国境付近に位置し、テメンゴールはベルムの南に位置している。ロイヤルベルム国立公園は完全に森の中に位置している。

ベルムテメンゴールは1億3千万年以上前から存在し、アマゾンやコンゴよりも古い世界最古の森の一つと言われている。森の中心にはタシッテメンゴール池があり、何百もの島が点在し、15,200 haの敷地を占めている。この地域は鳥類の重要な場所とし、マレーシア国土計画によりバードライフ・インターナショナル承認の環境保護指定地区のランク1とされている。マレーシア連邦政府はこの全地域を重要な集水域であり森の要であるため、マレーシア国有林野法に基づき保護するように定めている。しかし、この二つの地域でベルム森の一部のみ州立公園とされる一方、それ以外は開発行為を自由とされている。そのため特にテメンゴールは森林破壊に直面している。マレーシア自然保護協会や世界自然保護基金は、州政府また連邦政府へ、この地域も州立公園と定めることを訴え活動している。ペラ州政府は森林伐採により3,000万RM以上の収入を得ているため、受け入れを拒否していたが、2007年5月3日、ベルム森の一部の1,175平方キロメートルを州公園として定めた。東南高速沿いの自然の森をプランテーションの森にする計画もある。

ベルムテメンゴールは比較的手つかずの森であり、マレートラ、アジアゾウ、シロテテナガザル、マレーグマ、バクを含む14種類の世界絶滅危機の哺乳動物の住み家になっている。その他イノシシ、多種のシカ、パイソン、コブラも見かけることができる。またサイチョウを含む300種類以上の鳥類を観察できるバードウォッチャ―の理想の場所とされている。ここはマレーシアに生息する10種類すべてのサイチョウ（白カンムリサイチョウ、ムジサイチョウ、ズグロサイチョウ、シワコブサイチョウ、ムジシワコブサイチョウ、黒サイチョウ、キタカササギサイチョウ, サイチョウ, オオサイチョウ、オナガサイチョウ）を見ることが出来る唯一の場所である。世界最大の花である3種類のラフレシアを含む3,000種類もの花植物も観察することができる。 